# Kaprun
Kaprun (tyskt uttal: [kaˈpruːn]) är en ort och kommun i distriktet Zell am See i förbundslandet Salzburg i Österrike. Kommunen har 3 130 invånare (2024), på en yta av 100,51 km².
Orten ligger vid foten av glaciären Kitzsteinhorn och är ett vintersportcentrum. Vid en av dammarna vid kraftstationen, byggd under 1940-talet, finns texten: "ERP - Erbaut mit Marshallplan hilfe" (tyska: Byggd med hjälp från Marshallplanen). Den 11 november år 2000 inträffade här en bergbaneolycka, där 155 människor omkom och endast tolv överlevde.

## Historia
Första gången orten nämns var den 9 februari 931 med det keltiska namnet Chataprunnin (vilt vatten) i Codex Odalberti. Orten var i flera århundraden en bondby i bergen. Då kraftverket och kabinbanan byggdes ut under 1950-talet och 1960-talet växte orten.

## Mooserboden
Mooserbodens hydroelektriska kraftstation använder vatten från två vattenreservoarer som hålls tillbaka av några av Österrikes största dammar. Vattenreservoarområdet har blivit en turistattraktion, som ger en spektakulär vy över Kaprun och Zell am See. Besökarna guidas genom området.

## Glaciärbanan
Kitzsteinhorns skidområde nås genom glaciärbanan Gletscherbahn 1, en kabinbana. Gletscherbahn 2 var en bergbana som inte återöppnats efter olyckan den 11 november 2000.
Kitzsteinhorns skidområde kan också nås genom 3K Connection ifrån toppen av skidområdet Maiskogel, som ligger direkt vid Kapruns centrum.